# Лом (комуна)
Лом — комуна у фюльке Іннланнет у Норвегії. Розташована у районі Ґудбраннсдал. Адміністративний центр комуни — село Фоссбергом. Ще одна сільська територія в Ломі — Ельвестер.
Лом відомий завдяки своїй дерев'яній церкві — одній із небагатьох дерев'яних церков у Норвегії. Також ця комуна розташована посеред найвищих гір Північної Європи.

## Загальна інформація
Престеґ'єльд (парафія) Лом був заснований як комуна 1 січня 1838 року (див. закон formannskapsdistrikt). 1 січня 1866 року західний район Лом, населення якого складало 2 691 людини, відокремлена як нова комуна Ш'якер (норв. Skiaker), що нині  зветься Шок. Згодом решта частини Лома налічувала 3299 жителів. З того часу межі Лома не змінювалися.

### Назва
Комуна (спочатку парафія) названа на честь старої ферми Лом, бо там була побудована перша дерев'яна церква. Давньоскандинавська форма назви була Lóar (називний відмінок) і Lóm (давальний відмінок). Назва походить від форми множини ló, що означає «галявина» або «луг».

### Герб
Герб створено 6 лютого 1987 року. Офіційний герб — «Лазурний, три срібні лопати» (норв. På blå grunn tre sølv skjeltrekor). Це означає, що щит герба — синє поле, а фігури — три вертикальні заступи, розташовані горизонтально. Фігури мають відтінок срібла. Ці лопати (норв. skjeltrekor) історично використовувалися для зачерпування води з типових для цієї місцевості зрошувальних каналів. Ця територія є однією з найпосушливіших у Норвегії, але ґрунт сприятливий для сільського господарства. Тому потребує поливу. У 17 столітті була розроблена система, за якою талу воду з гір транспортували до місцевості за допомогою дерев'яних каналів або акведуків. Воду далі розділяли за допомогою зрошувальних каналів. Місцевий прапор має такий же дизайн, як і герб.

### Церкви
Церква Норвегії має три парафії (sokn) в межах комуни Лом. Це частина Норд-Гудбрандсдальської прості (деканату) єпархії Хамар.
| Парафія (sokn) | Назва церкви             | Розташування церкви       | Рік будівництва |
| -------------- | ------------------------ | ------------------------- | --------------- |
| Бевердален     | Церква Бевердал          | Ґальдесанден (Бевердален) | 1864            |
| Гармо          | Церква Гармо             | Гармо                     | 1879            |
| Лом            | Ломська дерев'яна церква | Фосбергом                 | 1185            |

## Історія
| Походження | Кіл-сть |
| ---------- | ------- |
| Сомалі     | 31      |
| Німеччина  | 18      |
| Еритрея    | 17      |

Стародавній торговий шлях проходив із Суннмере через Лом і Шок і вниз по долині Ґудбраннсдаль до Східної Норвегії. Торговці прямували вглиб країни з рибою та сіллю, і зерном до узбережжя.
«Сага про Олафа Гаральдсона» розповідає, що святий Олаф, коли вперше подивився на Лом, сказав: «Шкода грабувати таку прекрасну долину». Через це жителі долини часто ведуть суперечки (з тих пір постійно ведеться дискусія, чи дивився він на Лом, чи на Шок, який на той час був частиною Лома). Св. Олафс-стуггу, будівлю, де, як повідомляється, святий Олаф провів ніч у 1021 році, все ще можна побачити. Будівля є частиною районного музею Престхауген.[джерело?]
Вважається, що дерев'яна церква, що нині розташована у Фоссбергомі, побудована в 1158 році; 2008 року святувалося її 850-річчя. Вона була розширена у 1634 році з подальшим додаванням двох навів у 1667 році. Вважається, що спочатку церква була оточена обхідним проходом, як і багато інших норвезьких дерев'яних церков, але цей прохід було знищено, коли були додані два бічні крила. У церкві все ще можна побачити кілька рунічних написів. Церква також містить численні картини 17-18 століть з релігійними мотивами. Багато картин створив місцевий художник Еггерт Мунк, далекий родич відомого Едварда Мунка. Церква також містить численні приклади місцевого різьблення по дереву, це видно на витончених акантових сувоях, що прикрашають кафедру. Різьблені фігури драконів на даху є давніми символами захисту від зла. Будівля досі використовується як місцева церква.
Дерев'яна церква Гармо, побудована близно 1150 року, була перенесена з комуни Лом і нині розташована в Майгаугені в Ліллегаммері. Її замінили новою церквою Гармо.
Під час Норвезької кампанії 1940 року німецькі військовополонені утримувалися норвезькою армією в таборі для військовополонених Лома. У квітні 1940 року Лом був двічі бомбардований німецькими Люфтваффе.

## Уряд
Усі комуни в Норвегії відповідають за початкову освіту (до 10-го класу), амбулаторні медичні послуги, послуги для людей похилого віку, соціальне забезпечення та інші соціальні служби, зонування, економічний розвиток, а також місцеві дороги та комунальні послуги. Комуна підпорядковується окружному суду Вестре-Інландет і апеляційному суду Ейдсівітанга.

### Місцева влада
Рада комуни (Kommunestyre) Лом складається з 17 представників, які обираються на чотири роки.

## Географія

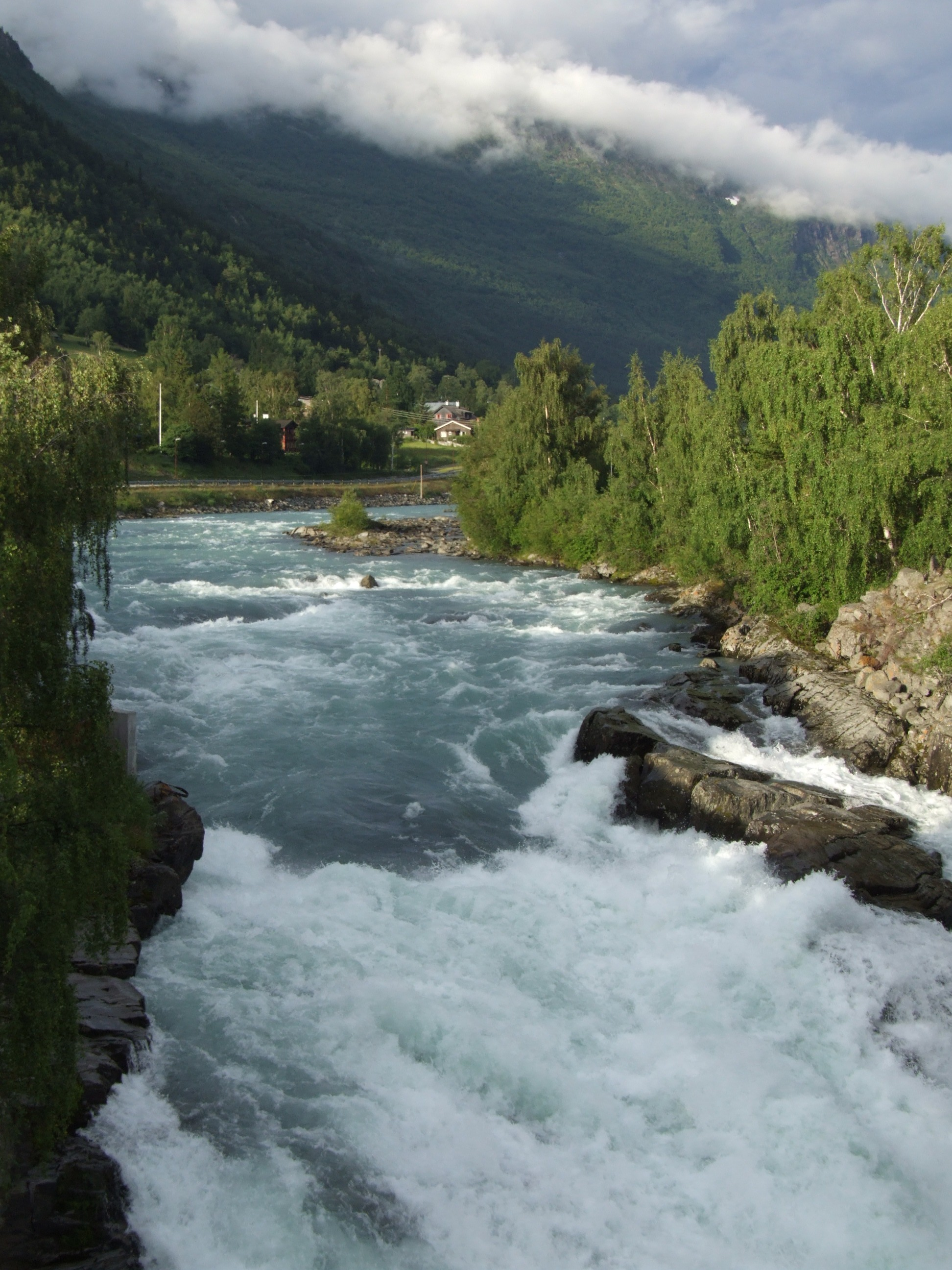
Річка Бовра в Ломі

Лом є «воротами» до гір Ютунгеймен і національного парку Ютунгеймен. У комуні знаходяться дві найвищі вершини Норвегії, Гальгепігген на 2469 м і Гліттертінд на 2464 м, які знаходяться в межах парку.
Лом межує на північному заході з комуною Шок, на півночі з Леша, на сході та південному сході з Вого, на півдні з Ванг, а знаходиться в графстві Іннланнет. На південному заході межує з комуною Лустер у фюльке Вестланн. Головне село Фоссбергом розташоване в долині Оттадален на висоті 382 м над рівнем моря.

### Клімат
За норвезькими мірками клімат дуже континентальний. Середньорічна кількість опадів (у Фоссбергом) становить 321 мм, а місячні середні значення температури коливаються від −10 °C (14 °F) у січні до 14 °C (57 °F) у липні. Літо часто сонячне з денною температурою зазвичай від 14 °C (57 °F) до 25 °C (77 °F). Великі гірські райони в Ломі набагато холодніші та мають більше опадів; сніжна погода можлива навіть влітку на висоті понад 2000 м. Сільське господарство століттями використовувало зрошення.

## Економіка
Сільське господарство здавна було важливим у Ломі. Природне середовище та історія цього гірського регіону також роблять Лом туристичним містом.

## Відомі люди

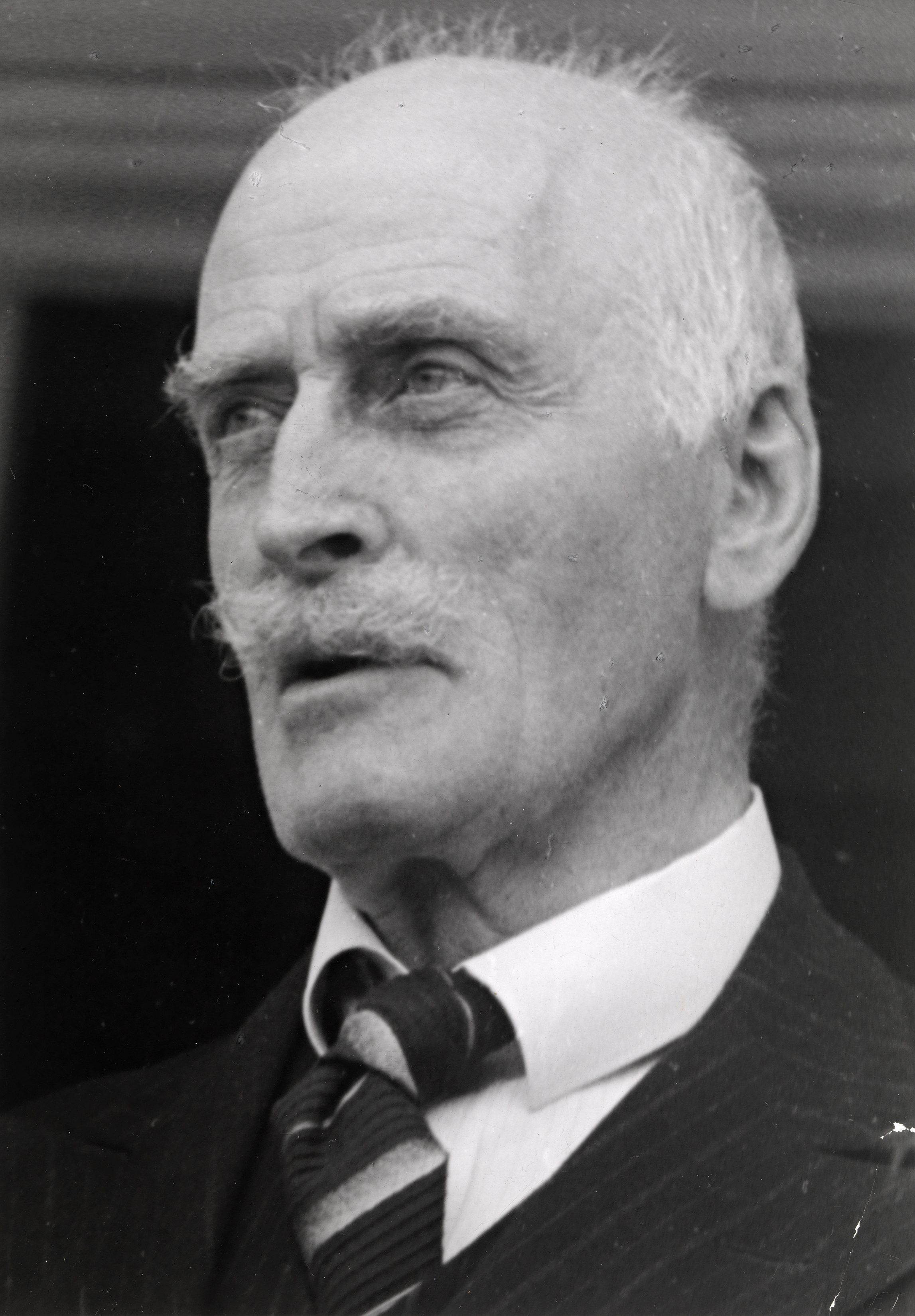
Кнут Гамсун, 1939 рік

- Якоб Клукстад (1705, Лом — 1773), норвезький різьбяр і художник по дереву
- Кнут Гамсун (1859, Лом — 1952), прозаїк, лауреат Нобелівської премії з літератури 1920 року. Дім його дитинства можна побачити за 12 кілометрів на схід від центру Лома
- Ерланд Фрісволд (1877, Лом — 1971), політик і полковник армії
- Олав Аукруст (1883, Лом — 1929), поет і педагог, використовував нюношк. Біля церкви стоїть пам'ятний знак на честь нього
- Йоргін Бумер (1887, Бевердален — 1971), норвезько-американська бізнесменка, менеджер готелю
- Карл Густав Спарре Ольсен (1903—1984), норвезький скрипаль і композитор, похований у Ломі
- Тор Йонссон (1916, Лом — 1951), поет і письменник, лауреат Премії норвезьких критиків з літератури . Котедж його дитинства знаходиться на сонячній стороні дороги Солсідевеген
- Анштейн Гєнгедал (народився в 1944 році в Ломі), начальник поліції Осло з 2000 по 2012 рік
- Арне Брімі (нар. 1957), норвезький кухар і письменник про їжу
- Відар Йогансен (нар. 1953), норвезький джазовий музикант, аранжувальник і композитор; з 2015 року живе на гірській фермі в Ломі
- Мортен Шакенда (1966—2022), норвезький кухар

## Пам'ятки
- Ломська дерев'яна церква
- Національний парк Ютунгаймен

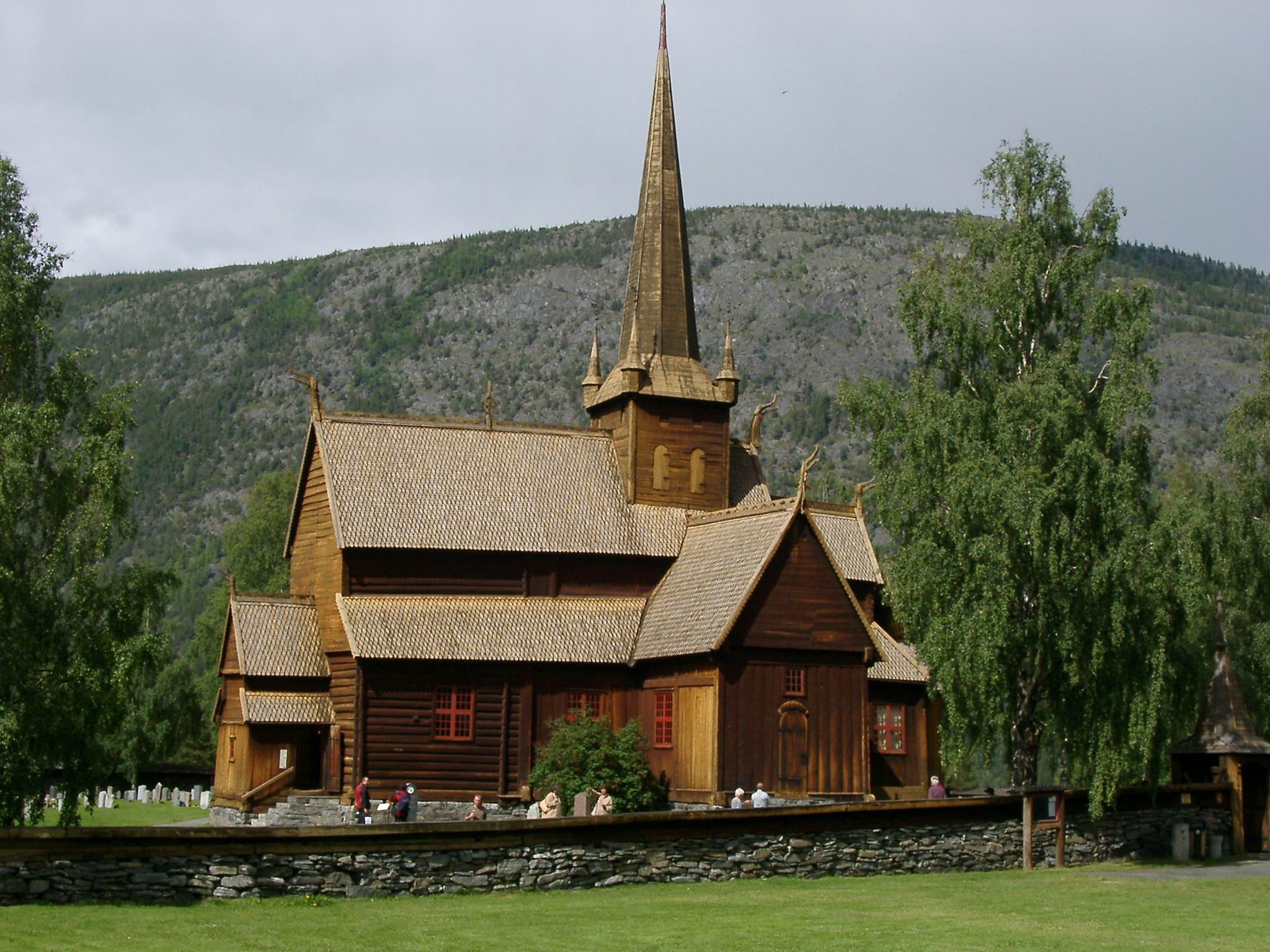
Ломська дерев'яна церква

- Норський музей ф'єль, Норвезький музей гір та інформаційний центр національного парку Ютунгаймен
- Окружний музей Лом в Престхаугені — музей під відкритим небом
- Фоссгейм Стон / Мінеральний центр
- Шлях округу 55 (відомий як Sognefjellsvegen) від Лома через Согнеф'єл (найвищий гірський перевал у Північній Європі)
- Котедж Кнута Гамсуна, розташований на Гармостредет
- Колона Сагасьойла в Бевердалені
- Штайнаф'єлле
- Ломські зрошувальні канали